# Ayaka Hamasaki
Pour les articles homonymes, voir Hamasaki.
Ayaka Hamasaki (浜崎 朱加, Hamasaki Ayaka), née le 31 mars 1982 à Yamaguchi dans la  préfecture de Yamaguchi au Japon, est une pratiquante japonaise d'arts martiaux mixtes (MMA) évoluant au sein de l'organisation Invicta Fighting Championships dans la catégorie des poids atomes.

## Biographie
Ayaka Hamasaki a pratiqué le judo très jeune, elle a atteint le grade de ceinture noire deuxième dan avant de passer à la pratique des arts martiaux mixtes.

## Carrière en arts martiaux mixtes

### Invicta Fighting Championships
L'Invicta FC annonce le 11 juin 2013, que l'Américaine championne des poids pailles, Carla Esparza souffrant d'une blessure au genou doit déclarer forfait pour l'Invicta FC 6. Elle ne peut alors défendre son titre face à Ayaka Hamasaki. La Brésilienne Cláudia Gadelha est choisie pour remplacer la tenante du titre.
L'organisation indique que la gagnante du 13 juillet 2013 lors de l'événement Invicta FC 6 sera la prochaine adversaire de Carla Esparza pour tenter de lui ravir le titre des poids pailles de l'Invicta FC. Le combat entre Ayaka Hamasaki, jusqu'alors invaincue et détentrice du titre des poids légers du Jewels, et Cláudia Gadelha démarre avec beaucoup d'intensité. Cláudia Gadelha plus efficace semble prendre l'ascendant mais, juste avant la fin du premier round, elle écope d'un point de pénalité à la suite d'une action interdite (coup de genou à la tête sur un adversaire ayant au moins trois appuis au sol). La suite du combat reste en faveur de la Brésilienne qui impose plusieurs séquences de ground and pound à la Japonaise. Ayaka Hamasaki ne démérite pas et reste dangereuse par ses tentatives de soumissions mais elle finit par plier au troisième round sous les coups de poing de son adversaire. Cláudia Gadelha l'emporte par KO technique.
Ayaka Hamasaki a enfin l'occasion de devenir la nouvelle championne de l'Invicta FC des poids atomes lorsqu'elle est opposée à la Brésilienne tenante du titre Hérica Tibúrcio, le 9 juillet 2015 au Cosmopolitan de Las Vegas dans le Nevada (États-Unis). La veille lors de la pesée les deux combattantes affichaient des poids conformes à leur catégorie poids atome (105 lb (48 kg)). Hérica Tibúrcio pesait 104.8 lb (48 kg) tandis qu'Ayaka Hamasaki affichait un poids de 104.7 lb (48 kg). Ayaka Hamasaki remporte la victoire par décision partagée au bout des cinq reprises et s'empare du titre Invicta FC des poids atomes.

### Distinctions
- Jewels
  - Championne Jewels Queen tournament poids légers 105 lb (48 kg) (depuis le 17 décembre 2010).
- Invicta FC
  - Championne Invicta FC des poids atomes (depuis le 9 juillet 2015, 2 défenses (Amber Brown et Jinh Yu Frey)).

## Palmarès en arts martiaux mixtes
| 15 combats     | 14 victoires | 1 défaites |
| Par KO         | 3            | 1          |
| Par soumission | 5            | 0          |
| Sur décision   | 6            | 0          |

| Résultat | Record | Adversaire      | Méthode                  | Événement                                 | Date              | Round | Temps | Lieu                              | Notes |
| -------- | ------ | --------------- | ------------------------ | ----------------------------------------- | ----------------- | ----- | ----- | --------------------------------- | --- |
| Victoire | 14-1   | Jinh Yu Frey    | TKO (arrêt du médecin)   | Invicta FC 19: Maia vs. Modafferi         | 23 septembre 2016 | 2     | 4:38  | Kansas City, Missouri, États-Unis | Défend le titre Invicta FC des poids atomes 105 lb (48 kg)                                               |
| Victoire | 13-1   | Amber Brown     | Soumission (clé de bras) | Invicta FC 16: Hamasaki vs. Brown         | 11 mars 2016      | 3     | 2:52  | Las Vegas, Nevada, États-Unis     | Défend le titre Invicta FC des poids atomes 105 lb (48 kg)                                               |
| Victoire | 12-1   | Hérica Tibúrcio | Décision partagée        | Invicta FC 13: Cyborg vs. Van Duin        | 9 juillet 2015    | 5     | 5:00  | Las Vegas, Nevada, États-Unis     | Remporte le titre Invicta FC des poids atomes 105 lb (48 kg)                                             |
| Victoire | 11-1   | Mei Yamaguchi   | Décision unanime         | Deep: Dream Impact 2014 - Omisoka Special | 31 décembre 2014  | 2     | 5:00  | Saitama, Saitama, Japon           | |
| Victoire | 10-1   | Naho Sugiyama   | TKO (coups de poing)     | Deep Jewels 5: Inoue vs Tomimatsu         | 9 août 2014       | 1     | 4:01  | Tokyo, Japon                      | |
| Défaite  | 9-1    | Cláudia Gadelha | TKO (coups de poing)     | Invicta FC 6: Coenen vs. Cyborg           | 13 juillet 2013   | 3     | 3:58  | Kansas City, Missouri, États-Unis | Invicta FC sélections pour le titre poids pailles 115 lb (52 kg)                                         |
| Victoire | 9-0    | Emi Fujino      | Décision unanime         | Jewels: 22nd Ring                         | 15 décembre 2012  | 3     | 5:00  | Tokyo, Japon                      | Défend le titre Jewels Queen tournament poids légers 105 lb (48 kg)                                      |
| Victoire | 8-0    | Lacey Schuckman | Soumission (clé de bras) | Invicta FC 2: Baszler vs. McMann          | 28 juillet 2012   | 3     | 4:45  | Kansas City, Kansas, États-Unis   | |
| Victoire | 7-0    | Yuka Tsuji      | Soumission (kimura)      | Jewels: 19th Ring                         | 26 mai 2012       | 1     | 3:41  | Osaka, Japan                      | Défend le titre Jewels Queen tournament poids légers 105 lb (48 kg)                                      |
| Victoire | 6-0    | Seo Hee Ham     | TKO (arrêt du coin)      | Jewels: 17th Ring                         | 17 décembre 2011  | 1     | 5:00  | Tokyo, Japon                      | Défend le titre Jewels Queen tournament poids légers 105 lb (48 kg)                                      |
| Victoire | 5-0    | Mizuki Inoue    | Décision unanime         | Jewels: 16th Ring                         | 11 septembre 2011 | 2     | 5:00  | Tokyo, Japon                      | Pas de titre en jeu                                                                                      |
| Victoire | 4-0    | Seo Hee Ham     | Décision unanime         | Jewels: 11th Ring                         | 17 décembre 2010  | 2     | 5:00  | Tokyo, Japon                      | Jewels Queen tournament poids légers 105 lb (48 kg) finale. Remporte le titre Jewels Queen poids légers. |
| Victoire | 3-0    | Sakura Nomura   | Décision unanime         | Jewels: 11th Ring                         | 17 décembre 2010  | 2     | 5:00  | Tokyo, Japon                      | Jewels Queen tournament poids légers 105 lb (48 kg) demi finale                                          |
| Victoire | 2-0    | Han Sol Lee     | Soumission (americana)   | Jewels: 9th Ring                          | 31 juillet 2010   | 1     | 0:48  | Tokyo, Japon                      | Jewels Queen tournament poids légers 105 lb (48 kg) premier tour                                         |
| Victoire | 1-0    | Kinuka Sasaki   | Soumission (clé de bras) | Shooto Gig Central: Vol. 19               | 25 octobre 2009   | 2     | 2:00  | Nagoya, Japon                     | |